# Piet Bannenberg
Petrus Leonard „Piet” Bannenberg (ur. 3 stycznia 1911 w Amsterdamie, zm. 6 marca 2002 w Son) – holenderski pływak, uczestnik Letnich Igrzysk 1928 w Amsterdamie.
Podczas igrzysk olimpijskich w 1928 roku wystartował w sztafecie 4 × 200 metrów stylem dowolnym, lecz zespół holenderski nie wyszedł z eliminacji.